# みなみのさんかく座ゼータ星
みなみのさんかく座ζ星 (ζ Trianguli Australis, ζ TrA) は、みなみのさんかく座に位置する分光連星である。
連星系は、黄白色のF型主系列星と黄色のG型主系列星の2つの恒星からなる。互いの周りを13日ごとに公転しており、軌道離心率は0.014である。
天文学者のKen Croswellによれば、おおぐま座運動星団の一員であるとされる。一方、それを否定する説もある。